# Liste des planètes mineures non numérotées découvertes en 1995
Pour un article plus général, voir Liste des planètes mineures.
Cet article dresse la liste des planètes mineures (astéroïdes, centaures, objets transneptuniens et assimilés) non numérotées découvertes en 1995 dans l'ordre de leur découverte.
Au 15 janvier 2025, 661 077 des 1 434 993 planètes mineures répertoriées par le Centre des planètes mineures ne sont pas encore numérotées, soit 46,07 %.

## Rappel concernant la désignation provisoire
La désignation provisoire indique l'ordre de découverte de ces objets. En effet, cette désignation est composée de l'année de découverte (par exemple 1995) suivie de la quinzaine (demi-mois) de découverte (p.e. A = 1-15 janvier) puis de l'ordre de découverte dans cette quinzaine. Cet ordre est indiqué par une lettre et éventuellement un chiffre comme suit : A pour la première découverte, B pour la deuxième, ..., Z pour la 25e (le I n'est pas utilisé pour éviter la confusion avec 1), A1 pour la 26e, B1 pour la 27e, etc. , Z1 pour la 50e, A2 pour la 51e, B2 pour la 52e, etc. L'ordre de la numérotation ne suit donc pas l'ordre alphanumérique. 1995 AA1 suit ainsi 1995 AZ et précède 1995 AB1.

## Liste

### Du 16 au 31 janvier 1995
- 1995 BK2
- 1995 BX3

### Du1erau 15 février 1995
- 1995 CR
- 1995 CS
- 1995 CR2
- 1995 CB3
- 1995 CH8

### Du 16 au 28 février 1995
- 1995 DV1
- 1995 DB2
- 1995 DC6

### Du 16 au 31 mars 1995
- 1995 FF
- 1995 FG
- 1995 FO
- 1995 FX
- 1995 FT10
- 1995 FB21

### Du1erau 15 avril 1995
- 1995 GJ
- 1995 GD1
- 1995 GZ3
- 1995 GA7
- 1995 GY7

### Du 16 au 30 avril 1995
- 1995 HM

### Du 16 au 31 mai 1995
- 1995 KE1
- 1995 KG1
- 1995 KJ1
- 1995 KK1

### Du1erau 15 juin 1995
- 1995 LA

### Du 16 au 30 juin 1995
- 1995 MD1
- 1995 MC6
- 1995 MA8
- 1995 MC8
- 1995 MM8
- 1995 MR8
- 1995 MS8

### Du1erau 15 juillet 1995
- 1995 NA

### Du 16 au 31 juillet 1995
- 1995 OA11
- 1995 OF16
- 1995 OE17
- 1995 OF18
- 1995 OW18
- 1995 OX18

### Du 16 au 31 août 1995
- 1995 QK3
- 1995 QV5
- 1995 QX6
- 1995 QH7
- 1995 QM7
- 1995 QQ7
- 1995 QL9
- 1995 QC12
- 1995 QS12
- 1995 QA15
- 1995 QK17

### Du1erau 15 septembre 1995
- 1995 RT
- 1995 RE1

### Du 16 au 30 septembre 1995
- 1995 SB
- 1995 SC1
- 1995 SD1
- 1995 SY1
- 1995 SA4
- 1995 SB7
- 1995 SE7
- 1995 SL8
- 1995 SZ8
- 1995 SC9
- 1995 SG11
- 1995 SH11
- 1995 SW11
- 1995 SP12
- 1995 SA13
- 1995 SD13
- 1995 SQ13
- 1995 SV13
- 1995 SN14
- 1995 SK15
- 1995 SZ15
- 1995 SJ16
- 1995 SQ16
- 1995 SU17
- 1995 SG18
- 1995 SH22
- 1995 SZ23
- 1995 SU24
- 1995 SB29
- 1995 SU31
- 1995 SC32
- 1995 SM33
- 1995 SD34
- 1995 SF34
- 1995 SH34
- 1995 SZ34
- 1995 SC35
- 1995 SG37
- 1995 SR38
- 1995 SY38
- 1995 SU39
- 1995 SU40
- 1995 SH42
- 1995 SL42
- 1995 SO42
- 1995 SA43
- 1995 SS43
- 1995 SF44
- 1995 SW44
- 1995 SD45
- 1995 SQ46
- 1995 SJ47
- 1995 SL47
- 1995 SN47
- 1995 SJ48
- 1995 SB50
- 1995 SD50
- 1995 SJ50
- 1995 SP55
- 1995 SS55
- 1995 SU55
- 1995 SZ55
- 1995 SQ56
- 1995 ST56
- 1995 SM57
- 1995 ST57
- 1995 SW57
- 1995 SE58
- 1995 SU58
- 1995 SY58
- 1995 SA62
- 1995 SG62
- 1995 SK62
- 1995 ST63
- 1995 SE64
- 1995 SD65
- 1995 SE65
- 1995 SZ65
- 1995 SB66
- 1995 SH66
- 1995 SL66
- 1995 SO66
- 1995 SQ66
- 1995 SR66
- 1995 SG67
- 1995 SO67
- 1995 SS67
- 1995 SV67
- 1995 SD68
- 1995 SF68
- 1995 SS68
- 1995 SX68
- 1995 SF69
- 1995 SL69
- 1995 SO69
- 1995 SR69
- 1995 SF70
- 1995 SQ70
- 1995 SR70
- 1995 SF71
- 1995 SR71
- 1995 SU71
- 1995 SP72
- 1995 SB73
- 1995 SG73
- 1995 SR73
- 1995 SH74
- 1995 SU74
- 1995 SX74
- 1995 SZ74
- 1995 SJ75
- 1995 SK76
- 1995 SZ76
- 1995 SP77
- 1995 SZ77
- 1995 SU78
- 1995 SW78
- 1995 SX78
- 1995 SE81
- 1995 SH81
- 1995 SP81
- 1995 SS81
- 1995 SV81
- 1995 SB82
- 1995 SR82
- 1995 SA83
- 1995 SB83
- 1995 SE83
- 1995 SF83
- 1995 SN83
- 1995 SY83
- 1995 SE84
- 1995 SY84
- 1995 SC85
- 1995 SE85
- 1995 SF85
- 1995 SJ86
- 1995 SN86
- 1995 SQ86
- 1995 SR86
- 1995 SE88
- 1995 SK88
- 1995 SO88
- 1995 SC90
- 1995 SJ90
- 1995 SN90
- 1995 SU90
- 1995 SV90
- 1995 SW90
- 1995 SA91
- 1995 SC91
- 1995 SD91

### Du1erau 15 octobre 1995
- 1995 TH4
- 1995 TQ4
- 1995 TZ4
- 1995 TC5
- 1995 TB9
- 1995 TJ9
- 1995 TL9
- 1995 TM10
- 1995 TR10
- 1995 TC11
- 1995 TH11
- 1995 TM11
- 1995 TO11
- 1995 TD13

### Du 16 au 31 octobre 1995
- 1995 UB
- 1995 UC2
- 1995 UQ10
- 1995 UV12
- 1995 UK19
- 1995 UZ19
- 1995 UG20
- 1995 UU21
- 1995 UM22
- 1995 UW22
- 1995 UU25
- 1995 UW27
- 1995 UV28
- 1995 US33
- 1995 UW34
- 1995 UA35
- 1995 UL35
- 1995 UF37
- 1995 US38
- 1995 UT38
- 1995 UG39
- 1995 US41
- 1995 UO43
- 1995 UJ44
- 1995 UB50
- 1995 UE50
- 1995 UH50
- 1995 UC51
- 1995 US54
- 1995 UN56
- 1995 UM57
- 1995 UJ58
- 1995 UM59
- 1995 UW60
- 1995 UH61
- 1995 UM61
- 1995 UG62
- 1995 US62
- 1995 UE63
- 1995 UN63
- 1995 UT65
- 1995 UN67
- 1995 UW68
- 1995 UK69
- 1995 UO69
- 1995 UE70
- 1995 UH70
- 1995 UZ70
- 1995 UF72
- 1995 UK72
- 1995 UW72
- 1995 UJ73
- 1995 UJ74
- 1995 UO74
- 1995 UT74
- 1995 UC75
- 1995 UE75
- 1995 UG75
- 1995 UK75
- 1995 UL75
- 1995 UN75
- 1995 UZ75
- 1995 UE76
- 1995 UP76
- 1995 US76
- 1995 UH77
- 1995 UO77
- 1995 UM78
- 1995 UP79
- 1995 UX79
- 1995 UB80
- 1995 UO80
- 1995 UA82
- 1995 UN84
- 1995 UR84

### Du1erau 15 novembre 1995
- 1995 VY3
- 1995 VC5
- 1995 VW5
- 1995 VE7
- 1995 VM7
- 1995 VT7
- 1995 VZ7
- 1995 VY8
- 1995 VY15
- 1995 VM17

### Du 16 au 30 novembre 1995
- 1995 WK3
- 1995 WL3
- 1995 WF4
- 1995 WO6
- 1995 WS9
- 1995 WB10
- 1995 WH11
- 1995 WE12
- 1995 WA15
- 1995 WA18
- 1995 WE18
- 1995 WP18
- 1995 WZ18
- 1995 WG19
- 1995 WD20
- 1995 WV20
- 1995 WZ23
- 1995 WK25
- 1995 WR28
- 1995 WH30
- 1995 WG31
- 1995 WB34
- 1995 WK36

### Du 16 au 31 décembre 1995
- 1995 YT1
- 1995 YY3
- 1995 YT5
- 1995 YH8
- 1995 YV14